# Stanley Cramp
Stanley Cramp, OBE, (* 24. September 1913 in Stockport, Cheshire; † 20. August 1987) war ein britischer Verwaltungsbeamter und Ornithologe, der vor allem als Herausgeber der neunbändigen Enzyklopädie The Birds of the Western Palearctic (BWP) bekannt wurde.

## Leben
Cramp war der älteste Sohn von Thomas und Edith Cramp. 1934 erwarb er einen Bachelor of Arts in Administration an der University of Manchester und studierte an der Abendschule. Im Oktober desselben Jahres wurde er nach bestandener Aufnahmeprüfung Zollbeamter in Manchester und blieb dort, bis er nach London versetzt wurde. Dort arbeitete er von April 1938 bis zu seinem Vorruhestand im Jahr 1970, unterbrochen durch den Kriegsdienst in der Royal Air Force zwischen 1944 und 1946.
Cramp widmete sich ab dem Alter von 14 Jahren der Vogelbeobachtung, und die ernsthafte Ornithologie dominierte einen Großteil seines Lebens. Er war Mitglied im British Trust for Ornithology (BTO), in der Royal Society for the Protection of Birds (RSPB) sowie in der British Ornithologists’ Union (BOU) und in verschiedenen Verwaltungsfunktionen in allen drei Organisationen sowie in vielen anderen Gremien tätig. Von 1979 bis 1983 wurde er als Nachfolger von Sir Hugh Elliott zum Präsidenten der British Ornithologists’ Union gewählt.
Cramp war auch in anderen nationalen Naturschutzorganisationen tätig. Von 1982 bis 1985 war er zunächst Mitglied des Beratungskomitees für England und anschließend Vorsitzender des Beratungskomitees über Vögel des Nature Conservancy Council. 1975 wurde Cramp für seine Verdienste um den Vogelschutz zum Officer of the Order of the British Empire ernannt.
1960 wurde Cramp Redakteur bei der Zeitschrift British Birds und 1963 Chefredakteur, eine Position, die er bis zu seinem Tod innehatte. In den letzten 17 Jahren seines Lebens befasste er sich mit der Produktion von The Birds of the Western Palearctic, einer monumentalen Aufgabe, die letztlich seine Gesundheit beeinträchtigte. Von 1977 bis 1985 hatte er die ersten vier Bände veröffentlicht und den fünften initiiert. Ab Anfang 1983 verschlechterte sich seine Gesundheit jedoch zusehends und im August 1987 starb er an den Folgen eines Schlaganfalls und einer anschließenden Lungenentzündung. Die übrigen fünf Bände wurden nach Cramps Tod zwischen 1988 und 1994 von Christopher M. Perrins und Duncan Brooks veröffentlicht.

## Auszeichnungen und Dedikationsnamen
- 1963 – Bernard Tucker Medal des British Trust for Ornithology
- 1966 – Goldmedaille der Royal Society for the Protection of Birds
- 1975 – Officer of the Order of the British Empire (OBE)
- 1978 – Stamford Raffles Medal der Zoological Society of London
- 1983 – Union Medal der British Ornithologists’ Union

1993 benannte der niederländische Ornithologe Cees S. Roselaar die Unterart Corvus rhipidurus stanleyi des Borstenraben zu Ehren von Stanley Cramp.